# Carina Witthöft
Pour les articles homonymes, voir Witthöft.
Carina Witthöft, née le 16 février 1995 à Wentorf bei Hamburg, est une joueuse de tennis allemande, inactive depuis janvier 2019.

## Carrière
Elle a remporté onze titres en simple sur le circuit ITF et un en double.
Elle a atteint le 3e tour dans chacun des quatre tournois du Grand Chelem.

## Palmarès

### Titre en simple dames
| No | Date       | Nom et lieu du tournoi       | Catégorie | Dotation  | Surface    | Finaliste   | Score    |          |
| -- | ---------- | ---------------------------- | --------- | --------- | ---------- | ----------- | -------- | -------- |
| 1  | 16-10-2017 | BNP Paribas Open, Luxembourg | Intern'l  | 250 000 $ | Dur (int.) | Mónica Puig | 6-3, 7-5 | Parcours |

### Finale en simple dames
Aucune

## Parcours en Grand Chelem

### En simple dames
| Année | Open d'Australie | Open d'Australie | Internationaux de France | Internationaux de France | Wimbledon       | Wimbledon        | US Open         | US Open              |
| ----- | ---------------- | ---------------- | ------------------------ | ------------------------ | --------------- | ---------------- | --------------- | -------------------- |
| 2013  | —                | —                | Q2                       | Julia Glushko            | 1er tour (1/64) | Kimiko Date      | Q1              | Aleksandra Krunić    |
| 2014  | 1er tour (1/64)  | Mandy Minella    | Q3                       | Tamira Paszek            | Q2              | Nicole Gibbs     | Q3              | Maryna Zanevska      |
| 2015  | 3e tour (1/16)   | I.-C. Begu       | 2e tour (1/32)           | Sara Errani              | 1er tour (1/64) | Angelique Kerber | 1er tour (1/64) | Garbiñe Muguruza     |
| 2016  | 1er tour (1/64)  | Zheng Saisai     | 1er tour (1/64)          | Zarina Diyas             | 3e tour (1/16)  | Angelique Kerber | 3e tour (1/16)  | Roberta Vinci        |
| 2017  | 2e tour (1/32)   | Angelique Kerber | 3e tour (1/16)           | Karolína Plíšková        | 3e tour (1/16)  | Elina Svitolina  | 1er tour (1/64) | Anastasija Sevastova |
| 2018  | 1er tour (1/64)  | Caroline Garcia  | 1er tour (1/64)          | Fiona Ferro              | 1er tour (1/64) | Carla Suárez     | 2e tour (1/32)  | Serena Williams      |
| 2019  | Q1               | Conny Perrin     | —                        | —                        | —               | —                | —               | —                    |

N.B. : à droite du résultat se trouve le nom de l'ultime adversaire.

### En double dames
| Année | Open d'Australie            | Open d'Australie              | Internationaux de France         | Internationaux de France   | Wimbledon                      | Wimbledon                      | US Open                       | US Open                     |
| ----- | --------------------------- | ----------------------------- | -------------------------------- | -------------------------- | ------------------------------ | ------------------------------ | ----------------------------- | --------------------------- |
| 2015  | —                           | —                             | —                                | —                          | 1er tour (1/32) Julia Görges   | Chan Hao-ching A. Van Uytvanck | —                             | —                           |
| 2016  | 1er tour (1/32) Annika Beck | A.-L. Grönefeld C. Vandeweghe | —                                | —                          | —                              | —                              | 1er tour (1/32) Y. Putintseva | María Irigoyen Paula Kania  |
| 2017  | 1er tour (1/32) S. Cîrstea  | Tímea Babos A. Pavlyuchenkova | 1er tour (1/32) Mona Barthel     | Darija Jurak An. Rodionova | 1er tour (1/32) V. Lepchenko   | E. Makarova Elena Vesnina      | 2e tour (1/16) Mona Barthel   | Lucie Hradecká K. Siniaková |
| 2018  | 2e tour (1/16) Mona Barthel | Shuko Aoyama Yang Zhaoxuan    | 2e tour (1/16) Kaitlyn Christian | G. Dabrowski Xu Yifan      | 1er tour (1/32) María Irigoyen | Kaia Kanepi Andrea Petkovic    |                               |                             |

N.B. : le nom de la partenaire se trouve sous le résultat ; le nom des ultimes adversaires se trouve à droite.

### En double mixte
N'a jamais participé à un tableau final.

## Parcours en «Premier Mandatory» et «Premier 5»
Découlant d'une réforme du circuit WTA inaugurée en 2009, les tournois WTA « Premier Mandatory » et « Premier 5 » constituent les catégories d'épreuves les plus prestigieuses, après les quatre levées du Grand Chelem.

### En simple dames
| Année |              | Premier Mandatory           | Premier Mandatory            | Premier Mandatory | Premier Mandatory             |       | Premier 5 | Premier 5                   | Premier 5  | Premier 5                 | Premier 5 | Premier 5 | Premier 5 |
| Année | Indian Wells | Miami                       | Madrid                       | Pékin             |                               | Dubaï | Rome      | Canada                      | Cincinnati | Wuhan                     | Wuhan     |           |           |
| Année | Indian Wells | Miami                       | Madrid                       | Pékin             | Doha                          |       | Rome      | Canada                      | Cincinnati | Wuhan                     | Wuhan     |           |           |
| Année | Indian Wells | Miami                       | Madrid                       | Pékin             |                               |       | Rome      | Canada                      | Cincinnati | Wuhan                     | Wuhan     |           |           |
| 2015  |              |                             |                              |                   | 1er tour (1/32) S. Kuznetsova |       |           |                             |            | 3e tour (1/8) L. Tsurenko |           |           |           |
| 2016  |              | 2e tour (1/32) J. Janković  | 2e tour (1/32) S. Kuznetsova |                   |                               |       |           |                             |            |                           |           |           |           |
| 2017  |              |                             | 2e tour (1/32) Y. Putintseva |                   | 1er tour (1/32) A. Radwańska  |       |           |                             |            |                           |           |           |           |
| 2018  |              | 1er tour (1/64) Hsieh S.-w. | 3e tour (1/16) Z. Diyas      |                   |                               |       |           | 2e tour (1/16) C. Wozniacki |            |                           |           |           |           |

Sous le résultat, l’ultime adversaire.

## Parcours en Fed Cup
| #                                                                 | Date       | Lieu      | Surface      | Gagnante(s)                         | Perdante(s)                     | Score            |          |
|                                                                   |            |           |              |                                     |                                 |                  |          |
| 2017 - 1er tour (groupe mondial) - États-Unis - Allemagne : 4 - 0 |            |           |              |                                     |                                 |                  |          |
| 1                                                                 | 11/02/2017 | Maui      | Dur (ext.)   | Bethanie Mattek-Sands Shelby Rogers | Laura Siegemund Carina Witthöft | 4-1 ab.          | Parcours |
|                                                                   |            |           |              |                                     |                                 |                  |          |
| 2017 - Barrage (groupe mondial I) - Allemagne - Ukraine - 3 : 2   |            |           |              |                                     |                                 |                  |          |
| 2                                                                 | 22/04/2017 | Stuttgart | Terre (int.) | Nadiia Kichenok Olga Savchuk        | Laura Siegemund Carina Witthöft | 6-4, 4-6, [10-6] | Parcours |

## Classements WTA en fin de saison
| Année          | 2009 | 2010 | 2011 | 2012 | 2013 | 2014 | 2015 | 2016 | 2017 | 2018 |
| Rang en simple | 985  | 805  | 405  | 223  | 210  | 104  | 65   | 85   | 51   | 172  |
| Rang en double | -    | -    | -    | 745  | 869  | 498  | 429  | 702  | 345  | 259  |

source : (en) Classements de Carina Witthöft sur le site officiel de la Fédération internationale de tennis